# Alfonso Saer
Alfonso Emilio Saer Bujana (Barquisimeto, 11 de junio de 1947) es un periodista de vocación y locutor pionero de la radio AM en Venezuela, su inconfundible voz como “El Narrador” de los Cardenales de Lara es referencia para la narración deportiva, redactor libre en diferentes oportunidades para El Nacional, El Universal, Diario Líder, Versión Final; actualmente se desempeña como locutor en el circuito de Los Cardenales de Lara (Radio Minuto 790 AM), conductor del espacio Deportivo Musical de Radio Cristal 610 AM y columnista en Diario El Impulso en Extrabase cada martes y jueves.
Destaca narrando deportes como el béisbol, boxeo y ciclismo.

## Biografía
Sus abuelos llegaron a Barquisimeto a finales de 1880 desde el Líbano, se desempeñaron como comerciantes, tradición que continuó su padre, Alfonso Saer es el tercero de cinco hermanos, su crianza estuvo basada en el respeto, la disciplina y una formación estricta, en el que un excelente comportamiento fue la principal enseñanza. Está casado con Martha Gómez de Saer y tiene cinco hijos: Massiel Lorena Saer Yépez, Gloria María Saer Yépez, Flor Alejandra Saer Gómez, Claudia Carolina Saer Gómez y Alfonso Emilio Saer Gómez quien siguió los pasos profesionales de su padre y es conocido como Alfonso Saer Jr. Además, tiene 2 nietos por parte de su hija mayor: Maria Laura y Roberto Alfonso.

## Carrera
Lo que comenzó como una ocurrencia de jóvenes, se convirtió en el inicio de una flamante carrera periodística, cuando con solo 17 años Alfonso Saer escribió el artículo “Rumbo a Tokio” en el año 1964 para el Diario El Impulso previo Los Juegos Olímpicos de Tokio 1964, que fue publicado luego de varios días de entregarlo a quien fuese el jefe de deportes del diario en ese momento, Roberto Riera, convirtiéndose en el empuje para sentarse de inmediato a escribir más sobre deportes y preferiblemente sobre una de sus pasiones el Béisbol.
Así, El Impulso se convierte en el hogar de formación profesional para este ilustre larense, pero no la única pasión a nivel periodístico, en 1965 comienza a trabajar para Radio Cristal 610 AM en Cristal Deportivo, y como comentarista y numerólogo al comenzar la temporada de la LVBP 1965-1966 transmitida por este circuito.
Después de esto emprendió un amplio recorrido por múltiples estaciones de radio regionales y nacionales a lo largo de su carrera, reafirmando el alto nivel profesional que le caracteriza. Resaltan en la radio regional: Radio Cristal 610 AM, Radio Barquisimeto 690 AM, Radio Tricolor 990 AM, Radio Minuto 790 AM, Radio Juventud 840 AM; a nivel nacional: Radio Rumbos 670 AM Caracas 1970-1971, Radio Continente 590 AM Caracas finales de los 70, Radio Tiempo 1200 AM Caracas, Ecos del Torbes 780 AM San Cristóbal 1976, y muchas otras, en las cuales realizaba transmisiones internacionales de Juegos Olímpicos, Panamericanos, Centroamericanos, Bolivarianos, Tour de Francia, Giro de Italia, Vueltas al Táchira y a Venezuela, entre otros.
Fue a principios de 1980 que Pedro Miguel Suárez de NOTIRUMBOS Caracas, lo bautizó como Alfonso Saer “EL NARRADOR” título que aún lleva y que es parte de la identidad cultural, tanto del Cardenales de Lara como del pueblo Larense.
Al presente sigue siendo la voz oficial del circuito Cardenales de Lara en cada partido y que desde la temporada de béisbol de 1965-1966 es tradición de la pelota Larense.
En televisión perteneció entre los años 1983 y 1985 al personal de narradores y comentaristas deportivos de Radio Caracas Televisión junto con Pepe Delgado Rivero, Carlos González y Carlos Alberto Hidalgo. Desde 1995 es parte de Promar Televisión en sus transmisiones deportivas. En la actualidad, aparte de las transmisiones de Cardenales, sale al aire de 11:00 a. m. a 12:00 m en un programa por la emisora Radio Cristal Am 610. Posee publicaciones escritas en materia de ciclismo y béisbol.